# Jessalyn Van Trump
Pour les articles homonymes, voir Van Trump.
Jessalyn Van Trump (née le 16 janvier 1887 à St. Johns, dans l'Ohio et morte le 2 mai 1939  à Hollywood, en Californie) est une actrice de cinéma américaine de la période du cinéma muet.

## Filmographie
- 1911 : Alice's Sacrifice
- 1911 : Three Daughters of the West d'Allan Dwan
- 1911 : The Sheriff's Sisters
- 1911 : The Smoke of the .45
- 1911 : Bonita of El Cajon
- 1912 : The Power of Love
- 1912 : The Grub Stake Mortgage
- 1912 : The Distant Relative
- 1912 : Society and Chaps
- 1912 : The End of the Feud
- 1912 : The Eastern Girl
- 1912 : Driftwood
- 1912 : The Daughters of Senor Lopez
- 1912 : The Law of God
- 1912 : The Meddlers
- 1912 : After School
- 1912 : The Maid and the Man
- 1912 : The Jealous Rage
- 1912 : The Wandering Gypsy
- 1912 : Under False Pretenses
- 1912 : The Green-Eyed Monster
- 1912 : Man's Calling
- 1912 : Cupid Through Padlocks
- 1912 : The Simple Love
- 1912 : Her Own Country
- 1912 : The Intrusion at Lompoc
- 1912 : The Blackened Hills
- 1912 : Calamity Anne's Ward
- 1912 : The Dawn of Passion
- 1912 : The Stranger at Coyote
- 1912 : The Bandit of Point Loma
- 1912 : The Land of Death
- 1912 : The Outlaw Colony d'Allan Dwan
- 1912 : The Greaser and the Weakling
- 1912 : The Reformation of Sierra Smith
- 1912 : The Fear
- 1913 : Another Man's Wife
- 1913 : Boobs and Bricks
- 1913 : The Wishing Seat
- 1913 : The Powder Flash of Death
- 1913 : The Restless Spirit
- 1913 : The Wall of Money
- 1913 : Woman's Honor
- 1913 : The Spirit of the Flag
- 1913 : Women and War
- 1913 : The Picket Guard
- 1913 : Mental Suicide
- 1913 : Man's Duty
- 1913 : Women Left Alone
- 1913 : The Echo of a Song
- 1913 : The Animal
- 1913 : Angel of the Canyons
- 1913 : The Field Foreman
- 1913 : Matches
- 1913 : Criminals
- 1913 : Back to Life
- 1913 : The Great Harmony
- 1913 : Love Is Blind
- 1913 : The Barrier of Bars
- 1914 : The Reform Candidate